# بهروز کریمی
| بهروز کریمی   |                                                                |
| زادة          | دوم فروردین ۱۳۳۴                                               |
| زادگاه        | آبادان                                                         |
| ملیت          | ایرانی                                                         |
| القاب         | پریستو ـ پدر شعبده بازی ایران                                  |
| زمینه فعالیت  | استیج ، تئاتر و تلویزیون                                       |
| پیشه          | شعبده باز ، هیپنوتیزور ، استند آپ کمدی ، بازیگر و نمایش عروسکی |
| سالهای فعالیت | ۱۳۴۷ تا کنون                                                   |
| وبگاه         | http://behrooz.ir/                                             |

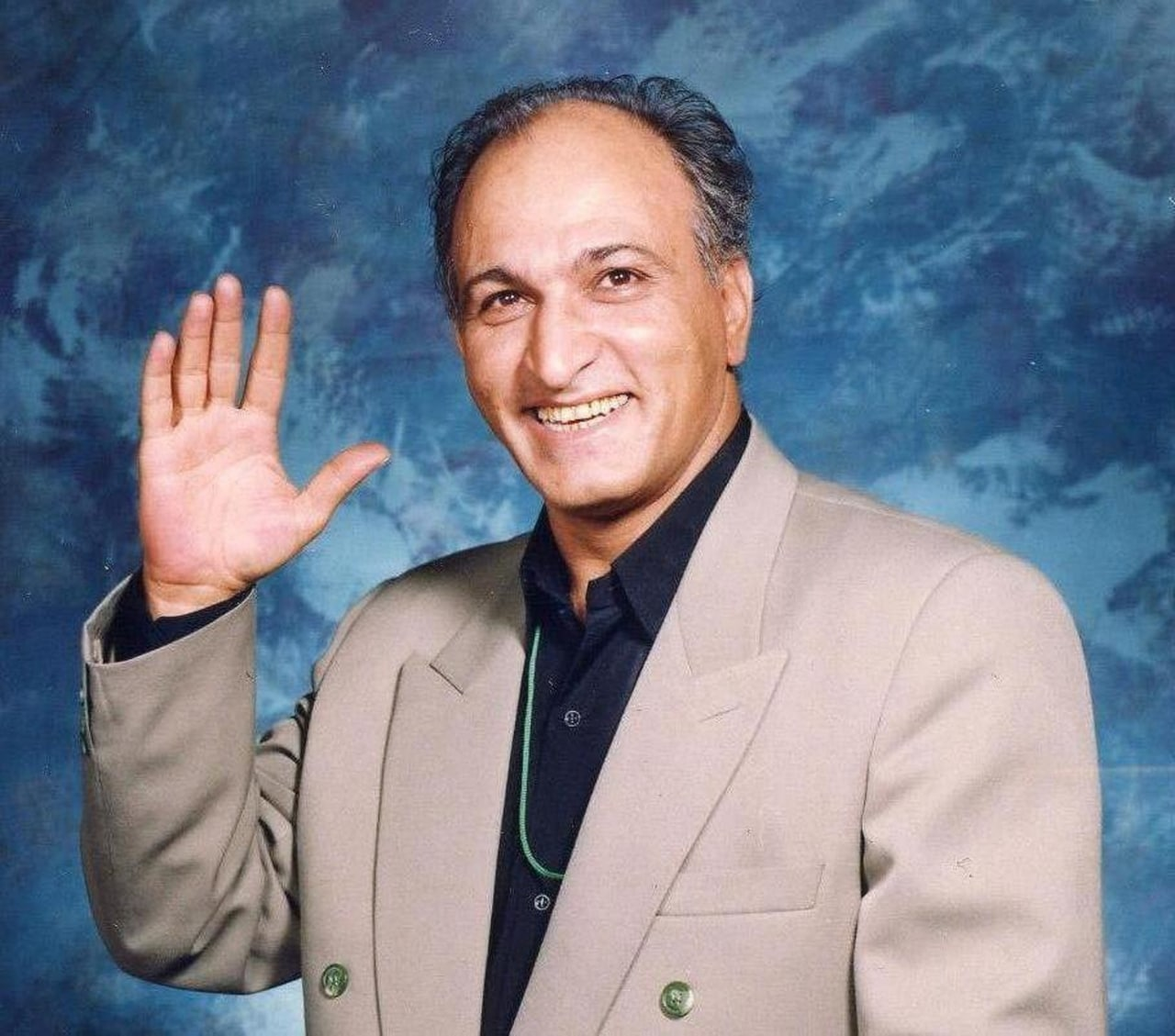

بهروز کریمی ملقب به پریستو و پدر شعبده بازی ایران Iranian magician هنرمند سرشناس. شعبده‌باز، هیپنوتیزور، بازیگر، عروسک گردان و استند آپ کمدی ایرانی است.
او همچنین داور بخش شعبده بازی و داور بخش تقلید صدا  جشنواره بین المللی ستاره های صحنه بوده است و تندیس ستاره جاودان هنر را به پاس سالها فعالیت در عرصه سرگرمیهای نمایشی دریافت نموده است.

## زندگی‌نامه
کریمی در دوم  فروردین ۱۳۳۴ در آبادان متولد شد و اکنون عضو انجمن شعبده بازان بین‌المللی و مؤسسه هنرمندان پیشکسوت می باشد. کریمی از کودکی شعبده بازی و تردستی را بدون کمک مربی فرا گرفت و نخستین اجرای خود را در سن ۸ سالگی در زادگاهش آبادان به نمایش گذاشت. او در سن ۱۴ سالگی راهی کشور کویت شد و برای اولین بار در یک سیرک بزرگ شروع به اجرای برنامه کرد و اسم هنری «پریستو» را برای خود برگزید.
کریمی در سال ۱۳۵۱ با دیدن شعبده‌های ذهنی Mental Magic وارد این عرصه شد و توانست با تمرکز قاشق و چنگال را خم کند، شیشه را بشکند و همچنین نبض خودرا متوقف نماید. کریمی در سال ۱۳۵۲ توسط یک شعبده باز آمریکایی به نام (جو بریکی) به انجمن شعبده بازان بین‌المللی در آمریکا راه یافت. کریمی تنها شعبده بازی است که در برنامه‌های رادیویی برای شنوندگان به ویژه روشن دلان نابینا برنامه اجرا می‌کند.
از محبوب‌ترین نمایش‌های او در تلویزیون می‌توان به ایفای نقش نهان و آشکار در سریال هوشیار و بیدار اشاره کرد. از تردستی‌های دیگر او می‌توان به نمایش رانندگی با چشمان بسته در اتوبان تهران، کرج و متوقف نمودن نبض خود در بیمارستان امیر اعلم تهران اشاره نمود. وی از سال ۱۳۷۱ تا کنون مسئولیت کانون و انجمن هنرمندان سرگرمی‌های نمایشی ایران را به عهده دارد.
بهروز کریمی علاوه بر پنج جلد کتاب آموزش شعبده بازی جهت استفاده هنرجویان خود، برای اولین بار کتاب رازهای هودینی را به فارسی ترجمه کرد.. نکته مهم آنکه هنرجویان شعبده باز وی از سراسر ایران که اکنون برای خود استاد تردستی و شعبده بازی شده‌اند روز ۲ فروردین که مصادف با زاد روز تولد ایشان است را روز شعبده بازان ایران می‌نامند و به هم دیگر تبریک می‌گویند.
یکی از بزرگترین افتخارات بهروز کریمی، به‌دست آوردن رتبه دوم جهانی است که در سال ۱۳۷۰ تحت عنوان فستیوال شعبده بازان در سوئیس  و با حضور شعبده بازان مطرح و نام آوری  همچون David Copperfield دیوید کاپرفیلد برگزار شد.

## نمونه فعالیت‌ها

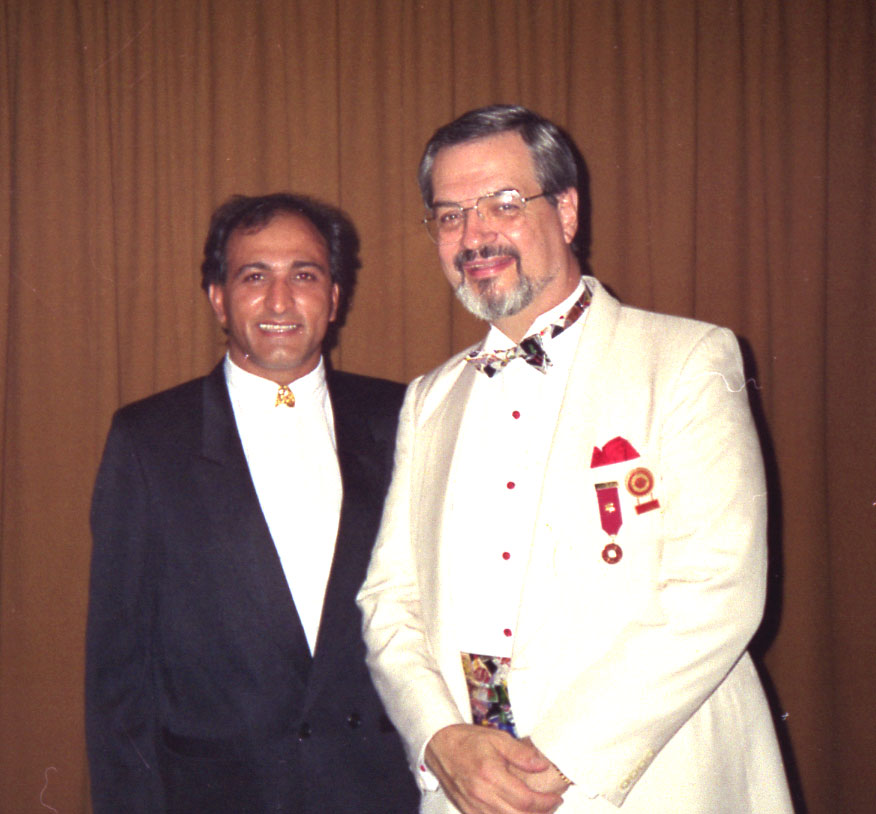

- بازی در نمایش"یوسف و زلیخاً به کارگردانی"فاضل اجبوری"؛ خوزستان ـ آبادان؛ ۱۳۴۷
- بازی و کارگردانی اجراهای Stage Hypnosis در داخل و خارج از کشور از سال ۱۳۵۲ تاکنون
- بازی و کارگردانی نمایش"زورو"؛ تهران، آمفی تئاتر شهربازی؛ ۱۳۶۰
- بازی در طبل توخالی (مجموعه تلویزیونی) به کارگردانی"احمد نجیب زاده"؛ ۱۳۶۳
- بازی در مجموعه تلویزیونی"حدس بزنید" به کارگردانی"علی شوقیان"؛ ۱۳۶۳
- بازی در مجموعه تلویزیونی"جنگ ۶۴ " به کارگردانی"صادق عبداللهی و محمد اوزی"؛ ۱۳۶۴
- طراحی جلوه‌های ویژه در فیلم سینمایی"جستجوگر" به کارگردانی"محمد متوسلانی"؛ ۱۳۶۵
- بازی در مجموعه تلویزیونی"هوشیار و بیدار" به کارگردانی"صادق عبداللهی و محمد اوزی"؛ ۱۳۶۷
- مستند"رانندگی باچشم بسته از تهران تا کرج"؛ ۱۳۶۹ شبکه(۳)
- مستند"متوقف کردن نبض در بیمارستان امیراعلم"؛ شبکه(۳)؛ ۱۳۷۰
- بازی در مجموعه تلویزیونی"دیدنیهاً شبکه ۲؛ ۱۳۷۱
- بازی در مجموعه تلویزیونی"جدی نگیرید" به کارگردانی صادق عبداللهی"؛ ۱۳۷۴
- بازی و کارگردانی میان پرده نمایشی بمناسبت نوروز ۷۹ تالار کنزنیکتون لندن و شهر ولز؛ ۱۳۷۹
- بازی در مجموعه تلویزیونی"بهار ۲۵ " به کارگردانی"حسین فردرو"؛ ۱۳۸۳
- بازی و کارگردانی نمایش عروسکی"جودی"؛ اسلو، تالار Folket hus؛ یوتبری، تالار Lundby؛ استکهلم، تالار Solberg؛ کپنهاگ؛ ۱۳۸۳–۱۳۸۴
- تأسیس مؤسسه هنری پریستو در سال ۱۳۶۸ (اولین و تنها آموزشگاه مجاز هنری شعبده بازی در ایران جهت آموزش شعبده بازی به علاقمندان داخل و خارج از کشور (انجمن بین‌المللی شعبده بازان ایران)
- برگزاری نخستین جشنواره سراسری سرگرمی‌های نمایشی استان خوزستان مهر ماه ۱۳۹۴.
- برگزاری نخستین جشنواره سراسری شعبده بازان کشور استان گلستان تیر ماه ۱۳۹۸
- مدیر و مسئول کانون و انجمن هنرمندان سرگرمیهای نمایشی ایران از سال ۱۳۷۱ با اخذ مجوز از وزارت فرهنگ و ارشاد اسلامی و وزارت تعاون، کار و رفاه اجتماعی جهت حمایت از هنرمندان رشته: تردستی و شعبده بازی، اسند آپ کمدی، فکاهی خوانی، بدلخوانی، تقلید صدا، آکروبات، ژانگلولر، عروسکی، صحنه گردان، سیرک و . .
- مشاور مدیرکل فرهنگ و ارشاد اسلامی استان البرز در امور سرگرمی‌های نمایشی .